# Анкерман, Ян
Ян Герт Анкерман (нидерл. Jan Geert Ankerman; 2 марта 1906, Воммелс — 27 декабря 1942, Рангун) — нидерландский хоккеист на траве, полузащитник. Серебряный призёр летних Олимпийских игр 1928 года.

## Биография
Ян Анкерман родился 2 марта 1906 года в нидерландской деревне Воммелс.
Играл в хоккей на траве за ХДМ из Гааги.
В 1928 году вошёл в состав сборной Нидерландов по хоккею на траве на летних Олимпийских играх в Амстердаме и завоевал серебряную медаль. Играл на позиции полузащитника, провёл 4 матча, мячей не забивал.
Участвовал во Второй мировой войне.
Умер 27 декабря 1942 года в японском лагере для интернированных в городе Рангун в Британской Бирме (сейчас город Янгон в Мьянме).

## Семья
Младший брат Герт Анкерман (1912—1965) также выступал за сборную Нидерландов по хоккею на траве, в 1936 году участвовал в летних Олимпийских играх в Берлине.